# Aleksandra Bąkowska
Aleksandra Bąkowska (ur. 1851 w Ślubowie, zm. 9 maja 1926 w Gołotczyźnie) – tłumaczka tekstów o tematyce społecznej, założycielka pionierskiej szkoły rolniczej dla dziewcząt, pozytywistka, działaczka społeczna, członkini ruchu emancypacyjnego kobiet. 

## Rodzina i młodość
Aleksandra Bąkowska urodziła się w roku 1851 jako pierwsza i jedyna córka Aleksandra Sędzimira, właściciela majątku Koźniewo i Karoliny Dembińskiej, właścicielki majątku w Ślubowie. Ród Sędzimirów należał do zamożnej szlachty, rodzeństwo Aleksandra było w posiadaniu warszawskich pałacyków, reprezentowało Rząd Narodowy podczas powstania styczniowego i miało związki z przedstawicielami warszawskich redakcji. Aleksandra Bąkowska miała trzech młodszych braci: Władysława, Stanisława i Bronisława.
Bąkowska dzieciństwo spędziła w Ślubowie, dworze w powiecie pułtuskim niedaleko linii kolei Nadwiślańskiej. Tam jej rodzice wychowywali swoje dzieci zgodnie z tradycjami szlacheckimi. Zatrudniali prywatnych nauczycieli, którzy nauczali języków obcych, takich jak francuski i angielski oraz pozostałych przedmiotów wykładanych w szkołach średnich. Dziewczynka mimo dostatku miała świadomość trudu życia. W młodym wieku była świadkiem wymierzenia kary chłosty chłopu pańszczyźnianemu, co według biografki Bąkowskiej, Lucyny Janikowej, przyczyniło się do wywołania poczucia krzywdy chłopskiej, które towarzyszyło kobiecie do końca życia. Charakter Aleksandry ukształtowały także wydarzenia związane z powstaniem styczniowym i pomoc powstańcom uciekającym do Ślubowa, w którą zaangażowana była rodzina Sędzimirów. W 1865 roku, ukończywszy naukę domową, Aleksandra została wysłana na pensję do Warszawy, gdzie kontynuowała naukę angielskiego oraz francuskiego. 14-letnia dziewczyna uczyła się między innymi u Ignacego Kowalewskiego, który prowadził z uczennicami rozmowy o niesprawiedliwościach społecznych i krzywdzie chłopów pańszczyźnianych.

## Młodość i działalność tłumaczeniowa
Po dwóch latach nauki Aleksandra powróciła do domu i zaręczyła się z Kazimierzem Bąkowskim, wdowcem i właścicielem dóbr Ożarowo. Z powodu choroby dziewczyny ślub odbył się dopiero w 1869 roku, po którym para młoda udała się w podróż poślubną do Paryża. Po przeprowadzce do Ożarowa Aleksandra, poruszona warunkami, w jakich żyli robotnicy i służba męża, zaczęła odwiedzać ubogie rodziny, uczyć dzieci i pomagać chorym. To nie podobało się Kazimierzowi i między małżonkami zaczęło dochodzić do coraz częstszych kłótni. Samotna w małżeństwie kobieta oprócz pomocy ubogim poświęcała czas na czytanie prenumerowanych przez nią czasopism fachowych i postępowych. Po 9 latach nieudanego małżeństwa Aleksandra Bąkowska wyprowadziła się do Warszawy i wszczęła postępowanie rozwodowe.
W 1884 roku Aleksandra poznała redaktora „Prawdy” Aleksandra Świętochowskiego, którego artykuły już w przeszłości stanowiły dla kobiety inspiracje. Spotkania pracowników gazety, do której nieoficjalnie zaliczano Bąkowską, pozwoliły Świętochowskiemu, autorowi Pracy u podstaw, na bliższe poznanie i docenienie ogromnego zaangażowania w sprawy społeczne Aleksandry. W tym samym czasie kobieta zaczęła pracować w redakcji jako tłumaczka. Choć Świętochowskiego i Bąkowską łączyło uczucie, nigdy nie sformalizowali swego związku, który po latach zmienił się w szczerą przyjaźń. Świętochowski zadedykował nawet Historię chłopów polskich Aleksandrze, doceniając jej wysiłki w budowę oświaty dla ludu.
W 1884 roku Aleksandra Bąkowska przetłumaczyła artykuł na temat teorii instynktu Darwina oraz ruchu politycznego dążącego do zespolenia ludów słowiańskich Lemańsk’ego. W 1887 redakcja „Prawdy” wydała przetłumaczone przez Bąkowską Społeczeństwo pierwotne Lewisa Henry'ego Morgana. Następnie tłumaczka przełożyła na polski Antropologię Edwarda B. Tylora. Ta praca miała formujący wpływ na osobowość i późniejsze dążenia kobiety. W 1889 roku w piśmie ludoznawczym „Wisła” ukazał się napisany przez nią artykuł O metodzie badań i rozwoju instytucji w zastosowaniu do praw małżeństwa i pochodzenia.

## Gołotczyzna i edukacja pedagogiczna
Po rozwodzie wynajęła w Warszawie mieszkanie, w którym kontynuowała swoje zainteresowania nowym prądem - pozytywizmem. Szczególnie interesowały ją zagadnienia związane z grupą najbardziej skrzywdzoną przez panującą strukturę społeczną - chłopów i możliwe oświatowe drogi pomocy im. O swoich przemyśleniach dyskutowała ze swoim przyjacielem, lekarzem Ciechanowskim, który najprawdopodobniej przekonał ją do usamodzielnienia się i zakupu majątku na Gołotczyźnie. Aleksandra Bąkowska w 1880 roku zakupiła zadłużony i zaniedbany majątek, w którego skład wchodziły między innymi drewniany dwór, park z pomnikami przyrody i aleja lipowa. Oddalenie posiadłości od Warszawy, a w czasie ulewnych deszczów od najbliższych wsi, przytłaczało kobietę. W momentach odizolowania jeszcze więcej czasu poświęca na kształcenie się, a w jej głowie kiełkować zaczęła wizja Gołotczyzny jako miejsca publicznego.
W tym czasie wzorami postawy dla Bąkowskiej były Cecylia Plater-Zyberk, Paulina Renshmit-Kuczalska, Władysława Weychert-Szymanowska czy Stefania Sempołowska. Nawiązała kontakt z redakcjami czasopism ludowych: „Siewba” i „Zaranie”. W pierwszych latach XX wieku kształciła się w obszarze oświaty, odwiedzała szkoły m.in. szkołę rolniczą dla chłopców w Pszczelinie i dla dziewcząt w Kruszynku, poznając metody pracy dydaktycznej i programy zajęć.
W Bąkowskiej narastało poczucie niesprawiedliwości i potrzeba działania. Nie było w niej zgody na patriarchalne zasady niepozwalające jej rozpocząć studiów wyższych. Swoje myśli kierowała także w kierunku kobiet wiejskich, które sprowadzone do roli matek obciążane były także ciężkimi pracami w polu. Ten bunt sprowokował ją do działania i na Gołotczyznę zaczęła zapraszać na wypoczynek dzieci z Domu Wychowawczego prowadzonego przez siostry zakonne przy Szpitalu Dzieciątka Jezus w Warszawie. Bogatsza o doświadczenie zebrane podczas podróży, rozpoczęła edukację goszczonych na Gołotczyźnie dzieci. 
Działania proedukacyjne wstrzymała jednak potrzeba niesienia pomocy robotnikom z Powiśla. W 1906 Bąkowska prowadziła bezpłatną kuchnię dla robotników na warszawskim Powiślu. Podczas nieobecności Bąkowskiej w dworze przebywała Sabina Zielińska wraz z najbiedniejszymi dziećmi z okolicznych folwarków. Prowadziła tam szkołę i uczyła czytać i pisać. Bąkowska w tym czasie wspierała również finansowo inicjatywę Świętochowskiego – Towarzystwo Kultury Polskiej.
Wielkimi staraniami Bąkowskiej w 1907 roku ukazało się ogłoszenie naboru do szkoły praktycznej dla dziewcząt na Gołotczyźnie, jednak w 1908 roku doszło do tajemniczego pożaru dworu, w pełni już wyposażonego w meble i bibliotekę. Pomysłodawczyni natychmiast zaczęła odbudowę, żeby przywrócić funkcjonowanie szkoły. Odmówiła przyjęcia jakiegokolwiek wsparcia finansowego, chcąc uchronić placówkę przed wpływami ideowymi. Zaciągnęła pożyczki, sprzedała pozostałe ziemie i odbudowała budynek szkoły.

## Funkcjonowanie szkoły
Szkoła na nowo otworzyła się na początku 1909 roku. Nauka trwała 11 miesięcy i była bezpłatna. W pierwszym roku szkolnym do nauki przystąpiły 33 uczennice. Uczyły się samodzielnego prowadzenia gospodarstwa i zostawały wprowadzane w społeczne życie. Lekcje trwały 8 godzin dziennie i składały się na nie zajęcia teoretyczne i praktyczne: przygotowywanie posiłków i przetworów, szycie, pranie, chów inwentarza, uprawianie ogrodów warzywnych i pszczelarstwo. W części teoretycznej wykładana była historia, rachunkowość, czy etyka. Nauka języka polskiego, historii i geografii polski odbywała się tajnie. W niedziele i święta dziewczęta urządzały zabawy, podczas których deklamowały i tańczyły. W czasie roku szkolnego odbywały się także wycieczki lokalne i krajoznawcze, gołotczyźnianki odbyły nawet podróż do Czech, gdzie poznawały narzędzia edukacyjne rad pedagogicznych szkół gospodarczych. Szkoła nazywana była syntezą czeskich szkół rolniczych i duńskich grundtvigowskich uniwersytetów ludowych.
Wiedza przekazywana w Gołotczyźnie była aktualna dzięki zapraszanym przez Bąkowską prelegentom i prelegentkom postępowych ruchów ludowych. Dzięki kontaktom z postaciami ze świata nauki uczennice mogły także uczestniczyć w organizowaniu zajęć kulturalno-oświatowych, zjazdach organizacji społecznych i stowarzyszeń, czy obchodach ważnych rocznic narodowych. Każdego roku odbywały się wystawy prac uczennic i uczniów, które stały się pretekstem do szerszych spotkań przedstawicieli myśli ludowych podczas których dochodziło do dyskusji na tematy społeczne, oświatowe i gospodarcze. Z czasem spotkania przerodziły się w konspiracyjne zjazdy chłopskie, które stały się przestrzenią do spotkania okolicznych chłopów z hasłami dotyczącymi przyszłości ludowej oświaty rolniczej.
Po trzech latach od rozpoczęcia pierwszego roku szkolnego do Aleksandry Bąkowskiej zaczęły napływać prośby z odległych guberni o przyjęcie kandydatek do szkoły. Zgłaszali się do niej także dyrektorzy proszący o program nauczania praktycznych zajęć z pszczelarstwa i sadownictwa.
Jednymi z pierwszych nauczycielek szkoły gołockiej były Wanda Żebrowska, Maria Biniekówna i Zofia Buczewska. Kobiety te reprezentowały nowoczesne poglądy i stosowały najnowsze modele pedagogiczne. Koleżanka Bąkowskiej, Pachucka, wspomina w swoich pamiętnika, że nauczycielki na Gołotczyźnie były prawdziwymi feministkami.
Równocześnie z planami powstania „Fermy praktycznego gospodarstwa domowego dla dziewcząt wiejskich” Bąkowska i Świętochowski zdawali sobie sprawę z potrzeby podwyższenia poziomu kultury rolnej drobnej własności i edukowania w tym zakresie także mężczyzn. Po sukcesie oddziału dla dziewcząt wraz z działaczami chłopskimi zaczęto prace organizacyjne nad oddziałem szkoły dla chłopców „Bratne”. „Ferma dla praktycznego kształcenia w rolnictwie synów włościańskich” prowadzona przez Kazimierza Mossakowskiego otwarta została 15 stycznia 1913 roku i mogła przyjąć 50 uczniów powyżej 15 roku życia.
Rozwój szkół gwałtownie przerwała I wojna światowa. Fundatorka skupiała się na pomocy sierotom wojennym, a w ocalałych salach dworku gołockiego organizowała szkołę podstawową oraz kursy wieczorne dla dorosłych.
Po odzyskaniu przez Rzeczpospolitą niepodległości Bąkowska bardzo wierzyła w uchwaloną w roku 1920 ustawę o reformie rolnej oraz pracę państwowych komisji oświatowych. W porozumieniu ze Świętochowskim postanowiła przekazać placówki w ręce państwa polskiego. W akcie notarialnym zaznaczyła jednak swoją wolę, jaką było utrzymanie trzech placówek edukacyjnych: szkoły rolniczej, męskiej „Bratnie”, szkoły gospodarstwa domowego, żeńskiej w Gołotczyźnie i szkoły ogrodniczej, koedukacyjnej „Krzewnie” dożywotnio kierowanej przez Świętochowskiego. 

## Ostatnie lata życia
Aleksandra Bąkowska w połowie roku 1924 uległa w domu wypadkowi i została przykuta do łóżka na dwa lata. W tym czasie utrzymywała korespondencyjny kontakt z rodziną i przyjaciółmi, dużo czytała i porządkowała swoje sprawy majątkowe, odmawiając przy tym wezwania lekarza. W 1925 roku przeniosła się do Warszawy, gdzie stan jej zdrowia pogorszył się. Wciąż rezonowały w niej wspomnienia wojny, niesprawiedliwość i ludzkie cierpienie. Jej ostatnim marzeniem było zbudowanie Domu i Kolonii dla Inwalidów Wojennych. W 1921 ofiarodawczyni przekazała pozostałe grunty na Gołotczyźnie Związkowi Inwalidów Wojennych w Ciechanowie.
Aleksandra Bąkowska zmarła 9 maja 1926 roku i zgodnie ze swoim życzeniem została pochowana w rodzinnym Klukowie. Na jej nagrobku wyryto epitafium Aleksandra Świętochowskiego „Żyła w zacności, umarła w chwale, zmartwychwstanie w czci serc wdzięcznych”.
Szkoły założone przez fundatorkę zawiesiły działalność w czasie drugiej wojny światowej, ale wznowiła zajęcia już w 1945 roku i działają nieprzerwanie do dziś. W roku 1984 szkoła otrzymała imię Aleksandra Świętochowskiego. W 2009 roku odbyły się obchody stulecia istnienia szkół rolniczych w Gołotczyźnie.
Obecnie w Kałęczynie, wsi graniczącej ze Ślubowem, znajduje się Szkoła Podstawowa im. Aleksandry Bąkowskiej oraz Społeczne Gimnazjum im. Aleksandry Bąkowskiej.